# Lamprodila festiva
Lamprodila festiva je invazní druh brouka z čeledi krascovití, který napadá okrasné jehličnaté dřeviny jako jsou túje, jalovce a cypřiše.

## Popis
Jde o zhruba 1 cm velkého brouka, který má leskle zelenou barvu a na výrazně rýhovaných krovkách modré tečky.
Larva je protáhlá, zploštělá, beznohá, smetanově bílé barvy, se zřetelně článkovaným tělem. Dorůstá do velikosti 15–20 mm.

## Rozšíření
Původním areálem tohoto krasce je Středomoří. Hojně se rozšířil v Itálii, odkud se exportem hostitelských rostlin šíří dál střední a západní Evropou. Rozšířil se tak již do mnoha evropských států včetně Německa, Rakouska, Maďarska, Slovenska i České republiky. Vyskytuje se již také v západní Asii – Turecku, Sýrii, Libanonu.

## Škůdce
Tento druh krasce žije skrytě v substrátu pod stromy, odkud v noci vylézá po kmeni stromu a za šupiny kůry klade vajíčka. Z vajíček se líhnou malé larvy, které vyžírají lýko. Napadené části pak začínají žloutnout a usychat, podobně jako když smrkové lesy usychají kvůli působení lýkožrouta smrkového. Suché větve by proto měli lidé odříznout a spálit, nikoli vyvážet na skládky, odkud by se mohli krasci dál šířit.